# Darnica (rejon kurczatowski)
Darnica (ros. Дарница) – wieś (ros. деревня, trb. dieriewnia) w zachodniej Rosji, w sielsowiecie kostielcewskim rejonu kurczatowskiego w obwodzie kurskim.

## Geografia
Miejscowość położona jest nad rzeką Prutiszcze, 6 km od centrum administracyjnego sielsowietu kostielcewskiego (Kostielcewo), 22 km od centrum administracyjnego rejonu (Kurczatow), 42 km od Kurska.
W granicach miejscowości znajduje się 25 posesji.

## Demografia
W 2010 r. miejscowość zamieszkiwały 34 osoby.